# Facundo Bertoglio
Facundo Bertoglio (ur. 30 czerwca 1990 w San José de Esquina w prowincji Santa Fe) – argentyński piłkarz, grający na pozycji ofensywnego pomocnika, reprezentant Argentyny.

## Kariera klubowa
Rozpoczął karierę piłkarską w klubie CA Colón, w składzie którego 2 maja 2009 debiutował w Clausura. 20 maja 2010 podpisał 5-letni kontrakt z Dynamem Kijów. W lutym 2012 został na półtora roku wypożyczony do Grêmio, a w lipcu 2013 do Evian FC. 14 sierpnia 2014 został wypożyczony do Tigre, a 21 lipca 2015 do Asteras Tripolis. 23 sierpnia 2016 przeszedł do APOEL FC. 28 lutego 2018 przeniósł się do Ordabasy Szymkent. 18 lipca 2018 zmienił klub na PAS Lamia 1964.
| Sezon   | Klub            | Kraj      | Rozgrywki        | Mecze | Bramki | Rozgrywki Europy | Mecze | Bramki |
| ------- | --------------- | --------- | ---------------- | ----- | ------ | ---------------- | ----- | ------ |
| 2008/09 | CA Colón        | Argentyna | Primera División | 6     | 0      | -                | -     | -      |
| 2009/10 | CA Colón        | Argentyna | Primera División | 36    | 4      | -                | -     | -      |
| 2010/11 | Dynamo Kijów    | Ukraina   | Premier-liha     | 0     | 0      | Liga Europy UEFA | 0     | 0      |
| 2011/12 | Dynamo Kijów    | Ukraina   | Premier-liha     | 4     | 0      | Liga Europy UEFA | 1     | 0      |
| 2012    | Grêmio (wyp.)   | Brazylia  | Serie A          | 1     | 0      | -                | -     | -      |
| 2013    | Grêmio (wyp.)   | Brazylia  | Serie A          | 0     | 0      | -                | -     | -      |
| 2013/14 | Evian TG (wyp.) | Francja   | Ligue 1          | 0     | 0      | -                | -     | -      |

Stan na: 18 lipca 2013 r.

## Kariera reprezentacyjna
6 maja 2010 debiutował w reprezentacji Argentyny w wygranym 4:0 towarzyskim meczu z Haiti, strzelając dwie bramki.